# Fender Starcaster
A Fender Starcaster egy féltömör testű elektromos gitár, vagy jazzgitár, melyet az amerikai Fender hangszercég forgalmazott körülbelül az 1970-es évek közepétől az 1980-as évek első feléig. (Az egyes források más-más évszámokat említenek; a gyártás 1976, vagy 1977-től 1980, vagy 1982-ig tartott. – Egy 1977-es CBS-katalógusban 1975-öt is említenek. ) A gitár a híres Gibson ES-335-ös vetélytársaként jelent meg a boltokban.
A Starcaster nevet ma a Fender a kezdő gitárosoknak szánt csomagra használja, mely tartalmaz egy Stratocastert, egy erősítőt, illetve több kiegészítőt.

## Eredete
A Starcaster gitárt Gene Fields amerikai hangszerész tervezte azokban az időkben, amikor a Fender márkanév alatt gyártott hangszerek minősége jelentős mértékben lecsökkent – főleg az anyacég CBS által bevezetett költségcsökkentő eljárásoknak köszönhetően. A Starcaster ennek ellenére a kiváló minőségű gitárok közé tartozott, ugyanakkor jelentős mértékben elütött a Fender márkanév hagyományaitól: Felépítését tekintve inkább a Gibson féltömör testű típusait idézte két ikertekercses (humbucker) hangszedőjével, és testformájával. 

## Felépítése
A Starcaster egy klasszikus féltömör testű jazzgitár, melynek mind a teste, mind pedig a nyaka jávorfából készült. A test két felén egy-egy f-lyuk található, mely jellemző az ilyen stílusban készülő gitárokra. A hangszer két darab Fender Wide Range ikertekercses hangszedővel rendelkezik. A húrláb a jazzgitárokhoz illően rögzített.
A 22 érintővel szerelt nyak csavarozással kapcsolódik a testhez. A Starcaster teljesen egyedi fejformát kapott, melynek érdekessége, hogy az oldala a gitártest színével megegyező színre van festve.